# Коцян, Станислав
Станислав Коцян (пол. Stanisław Kocjan; род. 2 января 1942, Баран) — польский профсоюзный и политический деятель, депутат Сейма Республики Польша I созыва (1991—1993).

## Биография
С 1963 по 1971 года работал на станции технического обслуживания в Долице, с 1971 года работал на химическом заводе в Полице. В 1983 году окончил электротехнический факультет Щецинского технологического университета.
Во время августовских событий в 1980 году принял участие в забастовке на химическом заводе в Полице, являлся сопредседателем стачечного комитета завода, в сентябре 1980 года вступил в «Солидарность». После забастовки на Щецинской судоверфи, 13 декабря 1981 года был интернирован, выпущен 6 декабря 1982 года и уволен. В 1989 году выступил одним из сооснователей профсоюза «Солидарность 80», в этом же году восстановлен на работе на заводе, где возглавлял первичную профсоюзную организацию «Солидарности 80» до 1996 года.
В 1991 году был избран депутатом Сейма Республики Польша I созыва по округу №20 Щецина по спискам «Солидарности 80», состоял в комитете по внешнеэкономическим связям и морскому хозяйству и комитете по социальной политике.
С 2003 года на пенсии.

## Награды
В 2010 году награжден Орденом Возрождения Польши. В 2016 году награжден Крестом Свободы и Солидарности.